# 梁恩
梁恩（1516年—？），字子承，湖廣岳州府巴陵縣人，軍籍，明朝政治人物。

## 生平
嘉靖十九年（1540年）庚子科湖廣鄉試第五十一名舉人。嘉靖二十三年（1544年）中式甲辰科會試第二百八十一名，登第三甲第一百八十二名進士。三十一年擢工部员外郎，三十二年升郎中，十二月以漕河完工受赏。次年升巩昌府知府。嘉靖三十四年（1555年）调任廣東韶州府知府。三十七年降任陕西同州知州。

## 家族
曾祖梁文達；祖父梁志澄；父梁原千，母許氏；生母鄒氏。慈侍下。